# 的野憲三郎
的野 憲三郎（まとの けんざぶろう、1889年（明治22年）2月16日 - 1950年（昭和25年）1月3日）は、大日本帝国陸軍軍人。最終階級は陸軍少将。

## 経歴・人物
福岡県出身。福岡県立中学修猷館を経て、1911年（明治44年）陸軍士官学校第23期卒業、陸軍歩兵少尉に任官。
1939年（昭和14年）3月に陸軍歩兵大佐を経て、同年9月に歩兵第68連隊長（第11軍、第3師団、歩兵第5旅団）に任官し、支那事変に出征。宜昌、漢水、長沙作戦で奮闘する。
大東亜戦争に入ると釧路連隊区司令官などを経て、1944年（昭和19年）8月に陸軍少将に昇進し、1945年（昭和20年）独立混成第9旅団長（北支那方面軍、第43軍）として大沽にて終戦を迎えた。
1947年（昭和22年）11月28日、公職追放仮指定を受けた。